# Le Martyre de saint Sébastien (Pollaiuolo)
Pour les articles homonymes, voir Le Martyre de saint Sébastien.
Le Martyre de Saint Sébastien est une œuvre du peintre italien de la Renaissance Piero del Pollaiuolo, commandée par la famille florentine Pucci et conservé à la National Gallery de Londres.

## Histoire
La famille Pucci l'a commandé comme retable de la chapelle familiale, l'oratoire dédié à saint Sébastien dans l'église Santissima Annunziata de Florence. Giorgio Vasari le date de 1475 mais l'attribue à tort au frère de Piero, Antonio, le plus célèbre et le plus talentueux sur le plan artistique - une erreur d'attribution qui a duré jusqu'à nos jours.
Roberto Pucci retira l'œuvre de l'oratoire sous prétexte de restauration mais la revendit en 1857 à la National Gallery.

## Analyse
Il est considéré comme le chef-d'œuvre de Piero, avec un contrôle géométrique plus rigide sur la composition que dans ses œuvres précédentes, sans renoncer à son naturel habituel des poses et du mouvement : les quatre archers au premier plan forment deux poses symétriques, les deux au centre rechargeant leurs arbalètes et les deux aux extrémités s'apprêtant à tirer leur flèche, en parfait équilibre par rapport à l'axe central constitué par le pieu auquel le saint est attaché.
On peut l'opposer à son contemporain Saint Sébastien de Botticelli, qui place la figure du saint isolé dans un paysage d'inspiration flamande. Emprunté au tableau de Botticelli est le Saint Sébastien de Francesco Botticini, anciennement attribué à Andrea del Castagno, daté des années immédiatement après 1474.

## Galerie

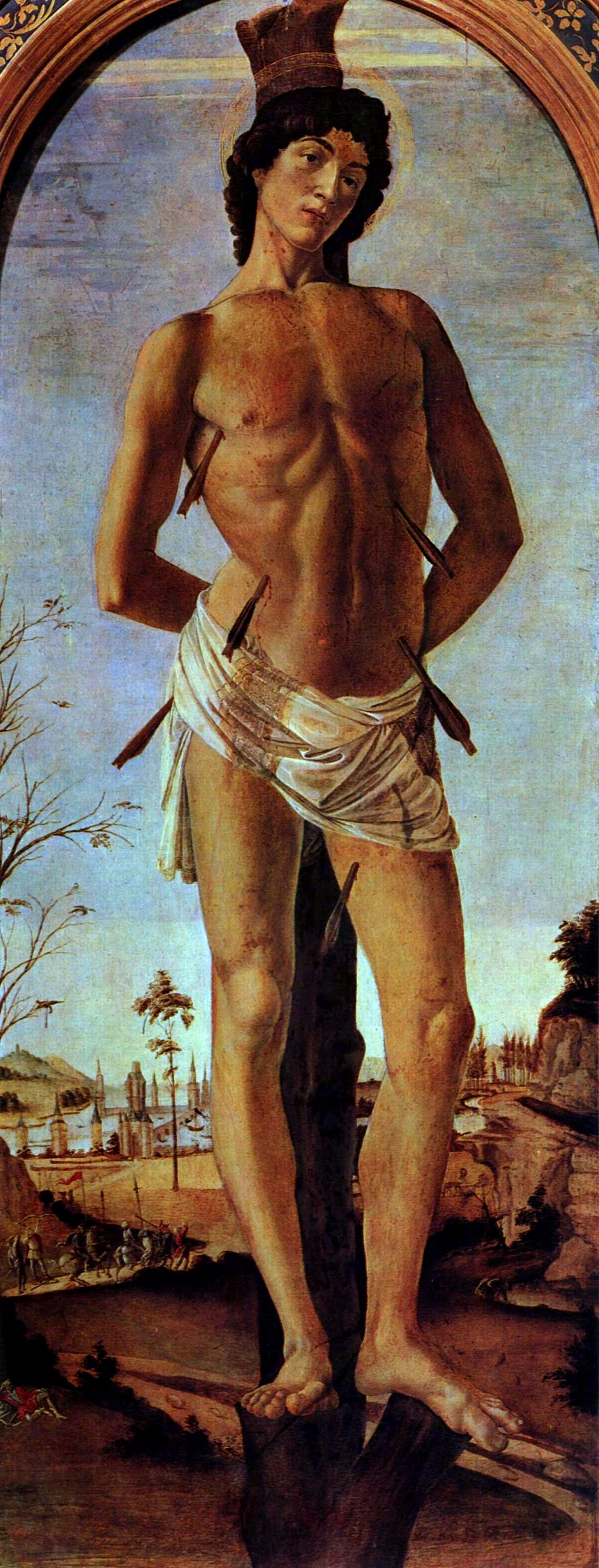
Sandro Botticelli, Saint-Sébastien, Berlin, Gemäldegalerie, 1474
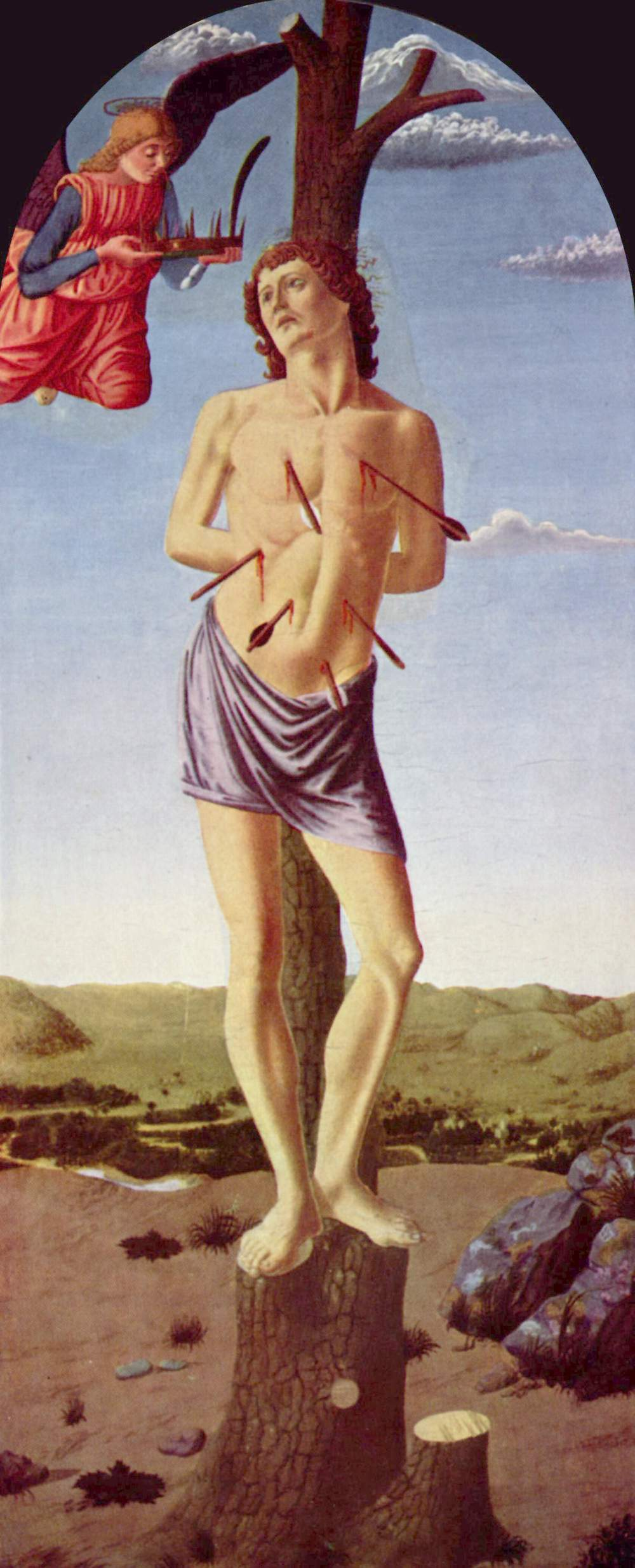
Francesco Botticini, Saint Sébastien, New York, Metropolitan Museum of Art, après 1474